# جغد دودی بزرگ
جغد دودی بزرگ (نام علمی: Tyto tenebricosa) جغدی متوسط تا بزرگ است که در جنوب شرقی استرالیا، جنگل‌های بارانی کوهستانی گینه نو یافت می‌شود و در جزیره فلیندرز در تنگه باس دیده شده است. جغد دودی کوچک (T. multipunctata)، گاهی به عنوان هم‌گونه با این گونه در نظر گرفته می‌شود، در این صورت آنها با هم به عنوان جغد دودی شناخته می‌شوند. این گونه به‌طور قابل توجهی کوچک‌تر است و در منطقه استوایی نمناک در شمال کوئینزلند، استرالیا یافت می‌شود.